# Número de Courant-Friedrichs-Levy
El nombre de Courant (C) és el quocient entre l'interval de temps i el temps de residència en un volum finit. S'aplica en la solució d'equacions diferencials en derivades parcials.
{\displaystyle C={\frac {\Delta \,t}{\cfrac {\Delta \,x}{u}}}={\frac {u\;\Delta \,t}{\Delta \,x}}}
On:
- C és el nombre de Courant.
- Δt és l'interval de temps.
- Δx és l'interval d'espai.
- o és la velocitat.

El nombre de Courant marca el límit superior de l'interval de temps intern utilitzat per certs algorismes.

## Introducció
En matemàtiques, la condició de Courant-Friedrichs-Lewy (condició CFL) és una condició de convergència d'equacions diferencials en derivades parcials solucionades mitjançant certs algoritmes (no confondre amb estabilitat numèrica). Com a conseqüència d'aquesta condició, el pas de temps ha de ser inferior a un cert valor sinó la simulació produirà resultats incorrectes. Aquesta condició es diu així en honor de Richard Courant, Kurt Friedrichs i Hans Lewy que la van descriure a un article al 1928.
Per exemple, si una ona està creuant una malla discreta, llavors l'interval de temps ha de ser inferior al temps necessari perquè l'ona travessi els punts de la malla adjacents. Com a corol·lari, quan la separació entre els punts de la malla es redueix, el límit superior per a l'interval de temps és inferior.
La condició CFL es representa comunament per a esquemes de advección purs (és a dir ignorant els termes de difusió i reacció) com:
{\displaystyle {\frac {u\cdot \Delta \,t}{\Delta \,x}}<C}
En un cas bidimensional l'equació anterior es transforma en:
{\displaystyle {\frac {u_{x}\cdot \Delta \,t}{\Delta \,x}}+{\frac {u_{y}\cdot \Delta \,t}{\Delta \,y}}<C}
La condició CFL pot ser molt limitant per a l'interval de temps Δt, fins al punt que per a certes equacions diferencials en derivades parcials de quart ordre és:
{\displaystyle {\frac {\Delta t}{\Delta x^{4}}}<C}
pel que s'utilitzen mètodes implícits per evitar-la.